# Narodowe Zjednoczenie
Narodowe Zjednoczenie (czes. Národní souručenství, NS) – czeska kolaboracyjna partia polityczna działająca w Protektoracie Czech i Moraw podczas II wojny światowej. 
Po zajęciu Czech i Moraw przez wojska niemieckie w marcu 1939 roku, wszystkie dotychczasowe ugrupowania polityczne zostały zdelegalizowane. Także te sprzyjające Niemcom, ponieważ Adolf Hitler nie miał zaufania do czeskich faszystów z powodu ich słabości i nieumiejętności sprawnego działania. Z drugiej strony władze państwowe Protektoratu chciały zapewnić sobie zachowanie wpływu politycznego na społeczeństwo. W rezultacie powołały 23 marca 1939 ogólnonarodową organizację pod nazwą Národní souručenství. 
W krótkim czasie skupiła ona w swoich szeregach ok. 97,5% dorosłych mężczyzn narodowości czeskiej. Na jej czele stanął Adolf Hrubý, który zrezygnował po kilku miesiącach, a kolejnymi szefami partii byli: Josef Nebeský (1939–1941), Jan Fousek (1941–1942) i Tomáš Krejčí (1942–1943). Jako jedyne legalne ugrupowanie miało ono stać się symbolem czeskiej jedności narodowej. Niemcy mieli nadzieję, że masowa organizacja powiedzie Czechów do współpracy z okupantami i będzie podporą dla marionetkowego prezydenta Emila Hachy oraz rządu Protektoratu.
Największym poparciem społecznym NS cieszyło się od klęsce Francji (22 czerwca 1940) do momentu wybuchu wojny niemiecko-sowieckiej (22 czerwca 1941). W tym okresie społeczeństwo Protektoratu nie widziało możliwości szybkiego upadku Niemiec, ponieważ utraciło złudną wiarę w możliwość pomocy ze strony Związku Sowieckiego, który w latach 1939–1941 rozwijał bardzo bliską współpracę z III Rzeszą. 
Niemcy stopniowo podejmowali coraz ostrzejszą politykę wobec ludności Protektoratu oraz zwiększali akcję germanizacyjną Czechów. Zresztą Adolf Hitler nigdy nie wierzył w to, że Czesi będą faktycznie współpracować z Niemcami. W rezultacie poparcie społeczne dla działalności NS zaczęło spadać, aż 15 stycznia 1943 partia została oficjalnie rozwiązana. Doprowadziły do tego także naciski głównego czeskiego kolaboranta, ministra oświaty i szkolnictwa Emanuela Moravca, który chciał „zmonopolizować” dla siebie kontakty z Niemcami. Jednak organizacja ta funkcjonowała do końca wojny, do maja 1945 roku, w formule stowarzyszenia społeczno-kulturalnego.